# Chondrodactylus bibronii
Espèce
Synonymes
- Tarentola bibronii Smith, 1846
- Pachydactylus bibronii (Smith, 1846)

Le gecko de Bibron (Chondrodactylus bibronii) est une espèce de geckos de la famille des Gekkonidae.

## Répartition
Cette espèce se rencontre en Afrique du Sud, au Swaziland, au Mozambique et en Namibie.
Elle été introduite en Floride aux États-Unis.

## Habitat
Ce reptile vit dans des milieux arides entre les bassins du Zambèze et de l'Orange, caractérisés par des températures plutôt élevées le jour et assez fraiches la nuit, et une hygrométrie faible.

## Description
C'est un gecko insectivore, nocturne et arboricole. Il chasse la nuit et se repose la journée.
Il est relativement massif, avec une grosse tête. De couleur gris-marron, le corps est parsemé de points blancs, beiges ou noirs. Les écailles sont très apparentes sur tout le corps.
Les mâles possèdent des points blancs sur le corps (comme sur la photo) bien prononcés alors que la femelle n'a de points blancs qu'au niveau du cou. De plus comme d'autres espèces de reptiles la base de la queue est beaucoup plus grosse que la femelle et le bout de la queue finit en pointe pour la femelle, le mâle lui a le bout arrondi.

## Étymologie
Cette espèce est nommée en l'honneur de Gabriel Bibron.

## En captivité
Cette espèce se rencontre en terrariophilie, et est réputée pour être assez docile.

## Publication originale
- Smith, 1846 : Illustrations of the zoology of South Africa, Reptilia. London, Smith, Elder, & Co.